# Caphyra laevis
Caphyra laevis is een krabbensoort uit de familie van de Portunidae. De wetenschappelijke naam van de soort werd in 1869 voor het eerst geldig gepubliceerd door Alphonse Milne-Edwards.